# Гринан

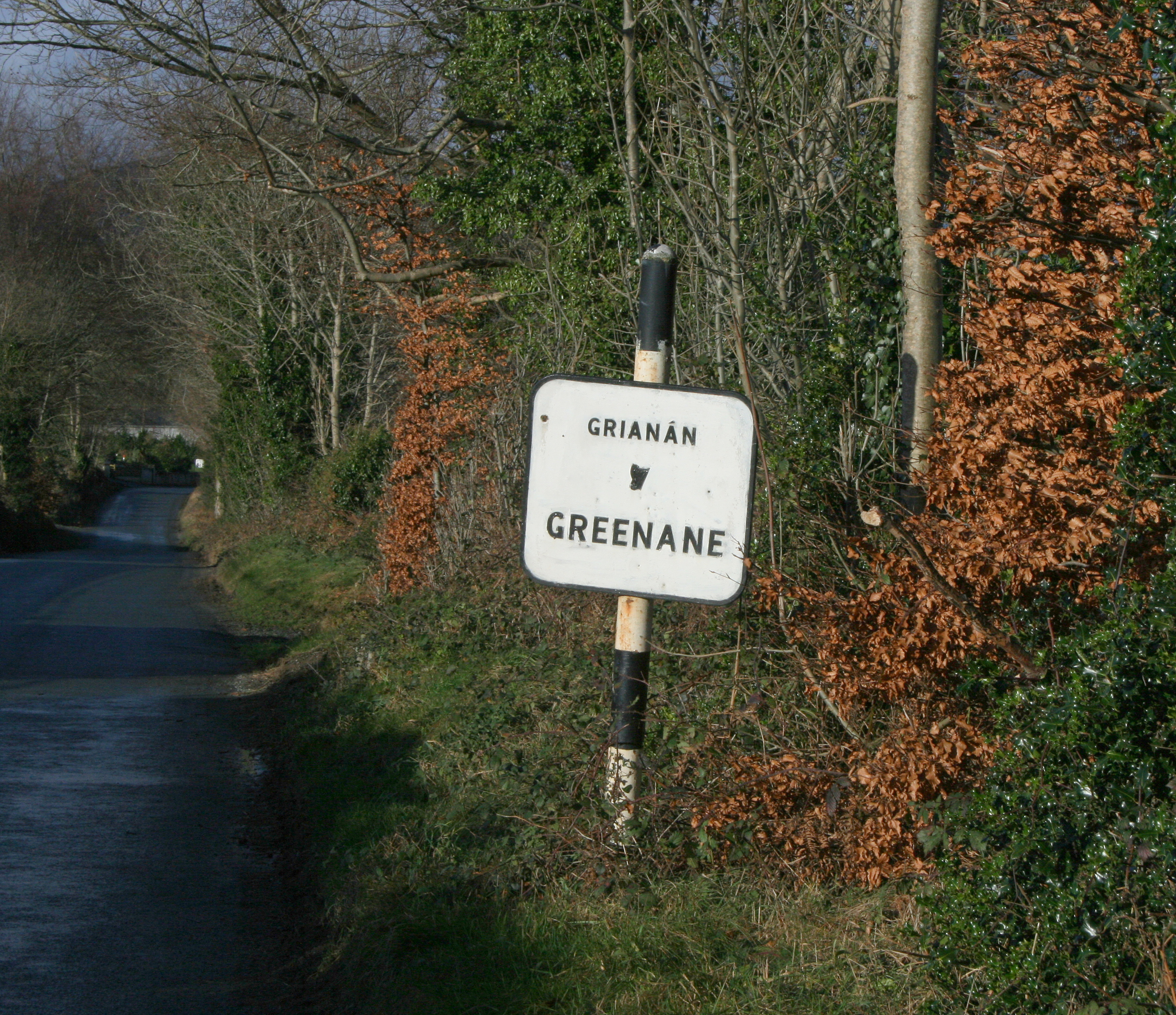

Гринан (англ. Greenan (устар. Greenane); ирл. An Grianán , «летний дом») — деревня в Ирландии, находится в графстве Уиклоу (провинция Ленстер) неподалёку от Ратдрама и Охрима.